# Lawrence Morgan
Lawrence Robert Morgan (15 de febrero de 1915-15 de agosto de 1997) fue un jinete australiano que compitió en la modalidad de concurso completo. Participó en los Juegos Olímpicos de Roma 1960, obteniendo dos medallas de oro, en las pruebas individual y por equipos.

## Palmarés internacional
| Juegos Olímpicos | Juegos Olímpicos | Juegos Olímpicos | Juegos Olímpicos |
| Año              | Lugar            | Medalla          | Categoría        |
| ---------------- | ---------------- | ---------------- | ---------------- |
| 1960             | Roma (Italia)    | Medalla de oro   | Individual       |
| 1960             | Roma (Italia)    | Medalla de oro   | Por equipos      |